# L'educatore
L'educatore è una rivista politica fondata da Giuseppe Mazzini e pubblicata a Londra dal 1843 al 1844 con periodicità quindicinale.